# Gedeo (peuple)
Pour les articles homonymes, voir Gedeo.
Les Gedeo sont une population d'Afrique de l'Est vivant au sud de l'Éthiopie, à l'est du lac Abaya, dans la zone Gedeo de la région des nations, nationalités et peuples du Sud (RNNPS). Leur principale ville est Dila.

## Ethnonymie
Selon les sources et le contexte, on rencontre d'autres formes : Darasa, Darassa, Derasa, Derasanya. Plus anciennes, elles sont aujourd'hui jugées péjoratives.

## Population
En Éthiopie, lors du recensement de 2007 portant sur une population totale de 73 750 932 personnes, 975 506 se sont déclarées « Gedeo ».

## Langues
Ils parlent  le gedeo, une langue couchitique.